# Первый канал «Евразия»
Первый канал «Евразия» — казахстанский телеканал. Является торговой маркой ТОО «Евразия + ОРТ», где 80 % принадлежит ТОО «АТН» (Агентство телевизионных новостей) и 20 % АО «Первый канал». Телеканал транслируется из «Қазмедиа Орталығы», имеет региональные представительства во всех областях Казахстана. Информационно-аналитический эфир телеканала представлен флагманскими программами «Аналитика», «АСАУ жаңалықтар», «Главные новости», «Басты жаңалықтар», «Новости», «Жаңалықтар», «Парламент ONLINE», «Заң мен Ел», «Қайырлы Таң, Қазақстан!» и «Доброе утро, Казахстан!». Первый канал «Евразия» первым в стране ввел формат информационного шоу в прямом эфире, используя студии-трансформеры, инновационную студийную графику, с которой в прямом эфире взаимодействуют ведущие.

## История
«ОРТ Казахстан» был зарегистрирован в октябре 1997 года, а 10 ноября того же года был запущен.
Региональное вещание в городе: Петропавловск, Костанай, Кокшетау, Павлодар и другие.
По данным на 2014 год, «Первый канал „Евразия“» был одним из ведущих телеканалов Казахстана — по заявлениям генерального директора Сергея Киселёва, его трансляции охватывали почти 90 % территории страны и велись с передатчиков, расположенных в более чем 400 населённых пунктов.
23 апреля 2012 года на телеканале вышли в эфир собственные новости на казахском и русском языках.
Вещание телеканала было приостановлено 5 января 2022 года из-за протестов в стране. С 8 января постепенно началось восстановление вещания — появились новостные блоки, затем кинопоказ (не развлекательной тематики) и остальные программы.

## Новости
Ведущие новостей на государственном языке
- Галым Калменов
- Асаубек Айымбетов
- Еркинай Оразова
- Жулдыз Аймашева

Ведущие новостей на русском языке
- Алибек Рзабаев
- Вероника Вишневская
- Taлгат Байгужинов

Ведущие обзора тревожных новостей «112»
- Дарья Казак
- Ринат Абдулкаюмов

Ведущие утренней программы "Қайырлы таң, Қазақстан" на казахском языке
- Балауса Амантай
- Нуржан Джетпысбаев

Ведущие утренней программы "Доброе утро, Казахстан" на русском языке
- Амината Уэдраого
- Кирилл Мейстер
- Виктория Павленко Хмельная
- Андрей Сложин

Ведущая реалити-шоу "QosLike" на казахском языке
- Балауса Амантай

Ведущий ток-шоу "Kөреміз" на казахском языке
- Руслан Утепбай

## Собственное производство
- Главные новости
- Басты Жаналықтар
- Basty Baģdarlama
- Айна
- Грани
- Программа «112»
- Главная тема
- Парламент ONLINE
- Қайырлы таң, Қазақстан!
- Доброе утро, Казахстан!
- Qoslike
- Köremіz
- Кеш жарық, Қазақстан!
- Ең алғашқы
- Фабрика звёзд ( Казахстан)
- Голос ( Казахстан)
- X-Фактор ( Казахстан)
- Жди меня ( Казахстан)
- Аналитика
- Той заказ
- Пендеміз ғой
- Той базар
- Бір сұрақ
- Заң сөйлесін
- Тамаша city
- Кешкі кездесу
- Добрый вечер, Казахстан!
- Воскресные Беседы
- Content
- Главные новости в мире

Особенным зрительским вниманием пользуется проект QosLike.
Утренние программы телеканала — «Доброе утро, Казахстан!» и «Кайырлы таң, Қазақстан!», транслируются только в прямом эфире, что делает телеутро на Первом живым и интересным.
Особенным социально важным международным проектом "Первого канала «Евразия» является — «Жди меня. Казахстан». Всенародное признание и неизменно высокие рейтинги этой программы объясняет её контент: здесь настоящие истории и живые эмоции. Проект на протяжении вот уже пяти лет помогает изменить в лучшую сторону судьбы множества казахстанцев.

### Архив

#### Мультсериалы
- Скуби-Ду
- Шоу Тома и Джерри
- Болек и Лёлек

#### Сериалы
- Бедная Настя
- Моя прекрасная няня
- Исцеление любовью

#### Программы
- Бремя денег (2003)
- SuperStar KZ — популярное музыкальное шоу в Казахстане, выходившее с 2003 по 2007 год. Всего 4 сезона
- Запретная зона (2005)
- Казлото (2008-2016)
- Судебные истории
- Ду қол шоколад
- Ханым
- Доска почётных
- Караоке TAXI
- Право на качество
- Factor X-THERE
- Жұма уағызы
- Қалаулым
- Қазақстанның болашағы — қазақ тілінде!
- Лучший город.KZ

## Международные версии
Приблизительно с 28 июня 2022 года на спутнике Hotbird 13E появилась международная версия Первого канала Евразия (точное название неизвестно, но ID канала на спутнике прописывается как Eurasia Worldwide, также на форумах встречается названия Первый канал Евразия Worldwide). Сетка вещания полностью дублирует основную версию Первого канала Евразия. Отличиями данной версии канала от основной являются наличие рекламы для жителей Германии и логотип. Логотипом данной версии канала является "единица с кольцом" (3-й логотип Первого канала (в то время ОРТ) и узор внутри единицы в белом круге и надпись "ЕВРАЗИЯ" белого цвета под ним; узор, цвет логотипа и узора соответствует цветам используемым в 3-м логотипе Первого канала Евразия, который используется в некоторых заставках.